# Kazimierz Gutowski
Kazimierz Andrzej Gutowski (ur. 4 listopada 1955 w Lidzbarku) – polski rolnik, przedsiębiorca i polityk, w latach 1993–1998 prezes Agencji Rynku Rolnego, w 1999 członek zarządu województwa warmińsko-mazurskiego, w latach 2001–2003 podsekretarz stanu w Ministerstwie Rolnictwa i Rozwoju Wsi.

## Życiorys
Z wykształcenia ekonomista. Był wraz z żoną właścicielem jednej gorzelni spirytusu i dzierżawcą drugiej, prowadził także uprawę rzepaku. Wstąpił do Polskiego Stronnictwa Ludowego. Od 16 listopada 1993 do 9 lutego 1998 szefował Agencji Rynku Rolnego. Od 1 stycznia do 14 października 1999 zasiadał w zarządzie województwa warmińsko-mazurskiego. W 2001 kandydował do Senatu w okręgu nr 33 (zajął 6. miejsce wśród 9 kandydatów). Na przełomie października i listopada 2001 objął z rekomendacji PSL funkcję podsekretarza stanu w Ministerstwie Rolnictwa i Rozwoju Wsi. Był m.in. współautorem ustawy o biopaliwach. Stanowisko wiceministra utracił 3 marca 2003 po wyjściu PSL z koalicji rządzącej.
W 1998 otrzymał Złoty Krzyż Zasługi.